# Yusuf al-Mustansir
Yusuf al-Mustansir, död 1224, var monark i Almohadkalifatet 1213–1224.